# 캐서린 던햄

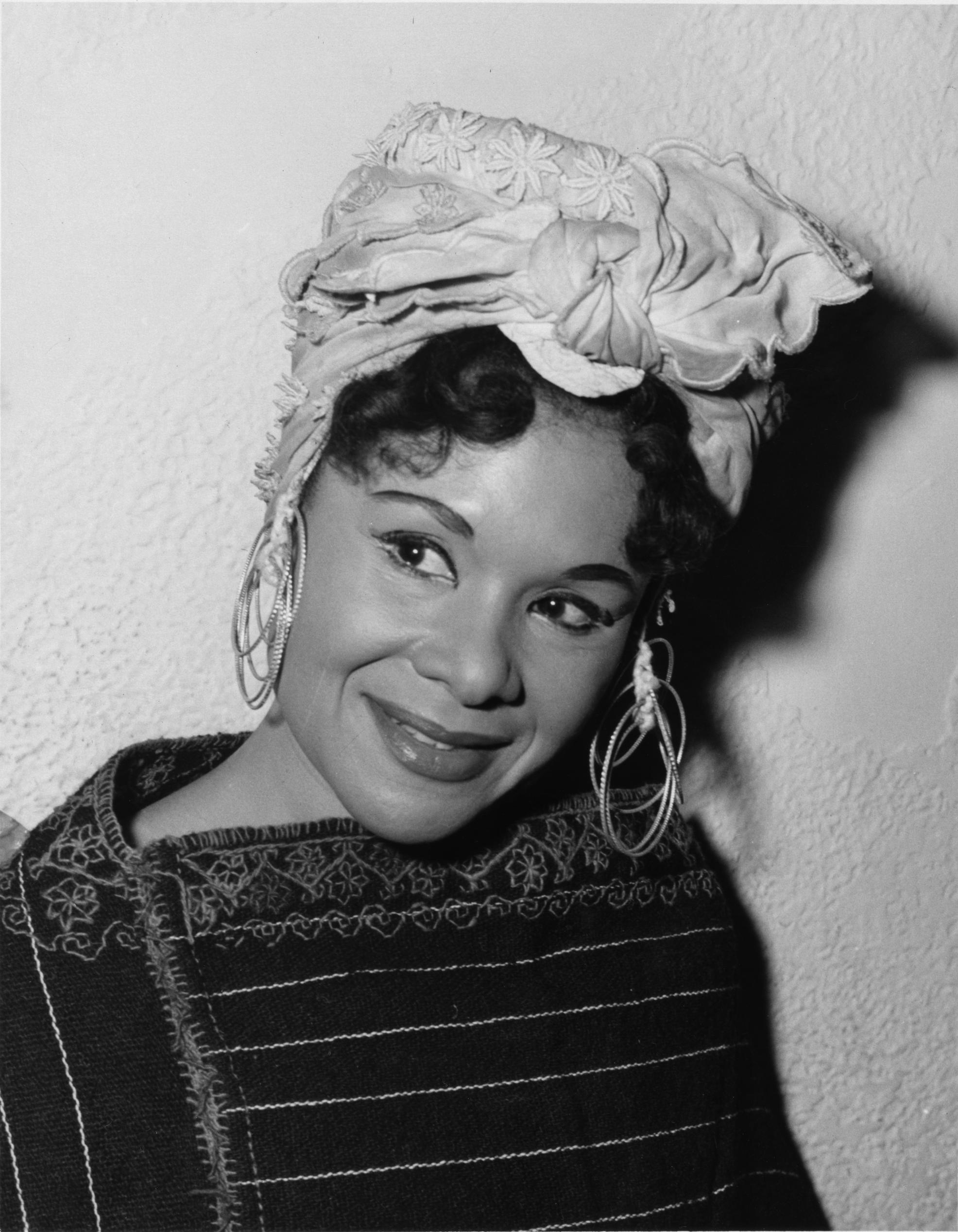

캐서린 더넘(Katherine Dunham, 1909년 6월 22일 ~ 2006년 5월 21일)은 미국의 인류학자, 안무가, 댄서, 음악 교육자, 작곡가 겸 작사가, 영화배우, 운동가이다.
졸리엣에서 태어났으며 뉴욕에서 사망하였다.

## 영화
- 맘보 (1955년)
- 폭풍우의 날씨 (1943년)
- 스타 스팽글드 리듬 (1942년)